# 李家沱
李家沱是中國重庆市巴南区的地区名，由李家沱街道和花溪街道组成，位于重庆主城区南部。与李家沱位置相对的东面是南温泉，西面隔长江是大渡口区的原重钢旧址，南面是与巴南区龙洲湾，北面与南岸区接壤并隔江与九坡区九渡口想望（通过李家沱长江大桥连接）。李家沱地区属于重庆市规划中的李家沱-鱼洞组团。
1995年以前，李家沱地区属于九龙坡区辖地，九龙坡区政府驻于此地，后于1988年11月迁至现重庆市动物园大门位置。1995年3月，重庆市再次调整区划，李家沱地区划规巴南区管辖。